# Jean Dutourd
Cet article possède un paronyme, voir Jean Dussourd.

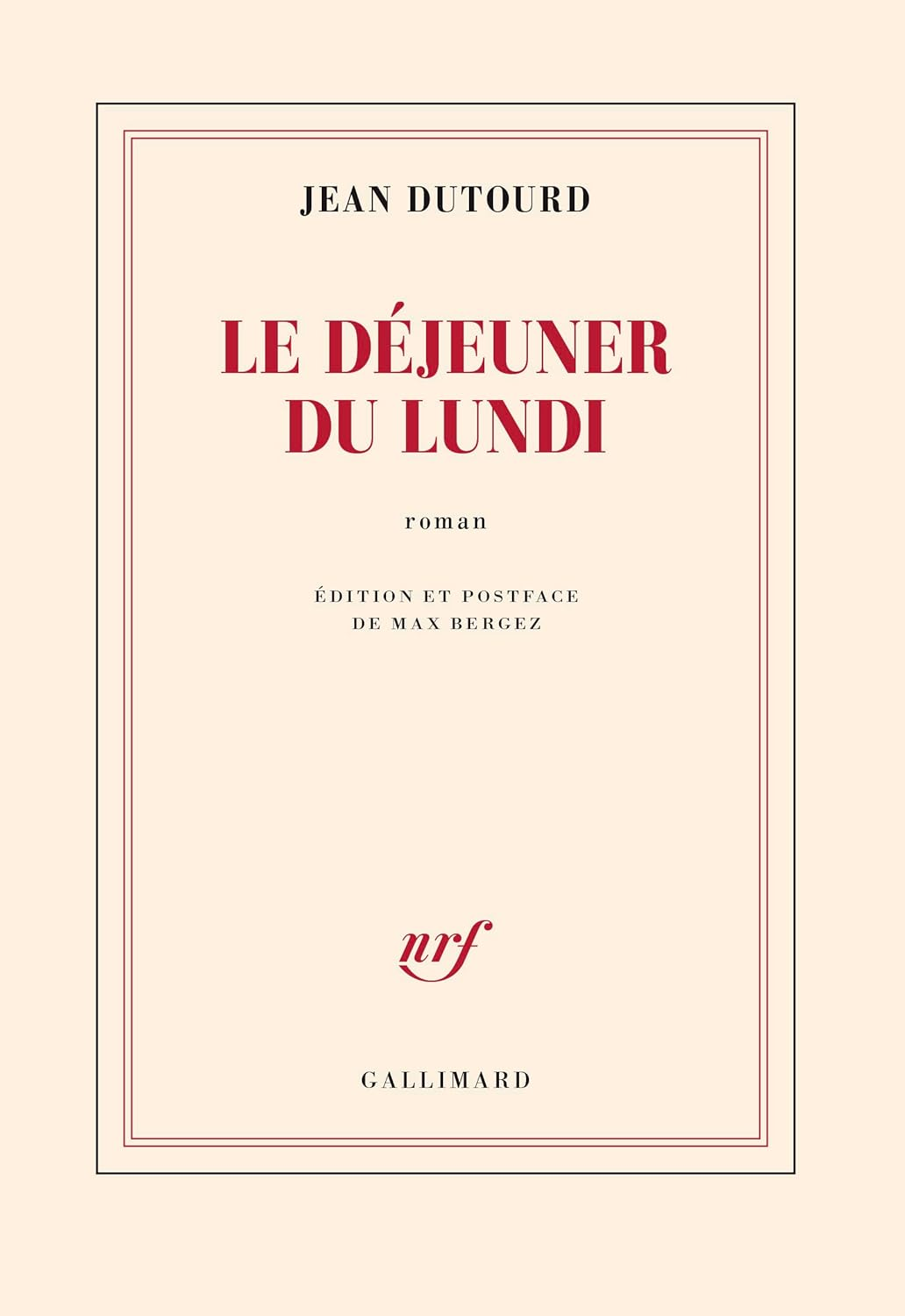
Jean Dutourd, Le Déjeuner du lundi, premier roman de l'auteur, publié en 1947 et ici réédité en 2024 (éd. Gallimard)

Jean Dutourd, né le 14 janvier 1920 à Paris et mort le 17 janvier 2011 dans la même ville, est un écrivain français, membre de l'Académie française.
Résistant et évadé à deux reprises, il commence sa carrière après-guerre dans les journaux. Il y écrira toute sa vie, dans le quotidien France-Soir en particulier, où il est éditorialiste pendant trente ans.
Il est l'auteur de 70 romans et essais, dont Au bon beurre, portrait au vitriol d'une famille de crémiers pendant l'occupation allemande qui rencontre un grand succès et remporte le prix Interallié.
Il acquiert une grande popularité par ses chroniques dans la presse pendant près de quarante ans et par sa participation à l'émission radiophonique Les Grosses Têtes pendant trente ans.
Élu à l'Académie française en 1978, il s'y est illustré par sa défense de la langue française.

## Biographie

### Jeunesse
Jean Hubert Dutourd nait dans le 17e arrondissement de Paris, le 14 janvier 1920, de François Dutourd, chirurgien-dentiste, et d'Andrée Haas. Il perd sa mère à l'âge de sept ans et effectue sa scolarité au lycée Janson-de-Sailly.
Mobilisé à vingt ans, il est fait prisonnier au bout de quinze jours de guerre, s'évade six semaines plus tard, revient à Paris et passe une licence de philosophie à la Sorbonne. Licence incomplète, car il ne parvient jamais à décrocher le certificat de psychologie.
Il rencontre Gaston Bachelard à la Sorbonne : le philosophe est témoin de son mariage avec Camille Lemercier (1922-2003), le 22 mai 1942. Le couple aura deux enfants : Frédéric (1943) et Clara (1945-1980).
Par la suite, il rejoint la Résistance et occupe l'appartement de la famille de Pierre Brossolette partie à Londres. Arrêté au début de 1944, il s'évade encore et participe à la libération de Paris.

### Un romancier fécond
Son premier ouvrage, Le Complexe de César, paraît en 1946 et obtient le prix Stendhal : « un maître livre où se révèlent d'un coup un vigoureux esprit et un écrivain admirable », écrit alors Roger Caillois.
Dutourd ne cesse alors plus de publier. En 1950, Une tête de chien obtient le prix Courteline. En 1952, Au bon beurre rencontre un très grand succès, et remporte le prix Interallié. Ce portrait au vitriol d'une famille de crémiers pendant l'occupation allemande, provocateur, réjouit un public heureux de pouvoir enfin prendre au second degré quatre années de souffrances et de malheurs. Il lui vaut une réputation de polémiste, de romancier satiriste et poil à gratter.
Il est conseiller littéraire chez Gallimard de 1950 à 1966.
Le 30 novembre 1978, Jean Dutourd est élu à l'Académie française, au fauteuil de Jacques Rueff (31e fauteuil).
Dix ans après, il est également élu à l'Académie des sciences, belles-lettres et arts de Bordeaux, où il est reçu le 8 mai 1989.
Il est membre du département de langues et de littérature de l'Académie serbe des sciences et des arts.

### Chroniqueur dans la grande presse et à la radio

#### Débuts
Libérateur de l'immeuble de Paris-Presse en août 1944, aujourd'hui siège du Figaro, Jean Dutourd a commencé sa carrière dans les journaux. Administrateur-adjoint de Libération de 1944 à 1947, il dirige deux programmes français à la BBC de 1947 à 1950.

#### France Soir: 1963-1999
Il écrit dans France Soir pendant plus de trente ans. Il y tient une critique dramatique de 1963 à 1970, puis un éditorial de 1970 jusqu'en 1999. Un recueil de ces chroniques est publié en 2001, Le Siècle des lumières éteintes, que Jean Dutourd présente ainsi :

« Ayant pendant des dizaines d'années contemplé le monde afin de le décrire ou plutôt de le crayonner dans les journaux, j'ai pu constater l'extinction progressive des feux, ainsi que l'influence obscurantiste de la science et des techniques. Tout au long de son existence, l'humanité s'était principalement occupée de son esprit et de son âme. D'où la place que tenaient les lettres, les arts et la religion, instruments majeurs de la connaissance spirituelle. Soudain, au XXe siècle, l'humanité, pour la première fois de son existence, ne s'était plus intéressée qu'au corps, à sa commodité, à son bien-être, à la puissance ou à la vitesse que les objets ou les savoirs nouveaux pouvaient lui donner. Il s'est ensuivi une curieuse retombée en enfance. »

De janvier à mars 1975, il met sa chronique quotidienne dans France Soir au service de la défense de la famille Portal, jouant ainsi un rôle déterminant dans la médiatisation de l'affaire Portal.
Dans la nuit du 13 au 14 juillet 1978 à 2h30, son appartement du 63, avenue Kléber à Paris est plastiqué alors qu'il se trouve en vacances à Antibes. Une charge d'au moins un kilo de plastic ou de dynamite a été déposée sur le palier du premier étage, devant son appartement. La cage d'escalier s'est effondrée, les murs sont lézardés, son appartement est pratiquement détruit ; sous l'onde de choc, des cloisons se sont effondrées dans les immeubles contigus. L'attentat est revendiqué par un appel téléphonique à la presse par la "Section franco-arabe du refus" (SFAR) dans ces termes : "Nous avons détruit le repaire du provocateur Jean Dutourd, homme de plume au service de la presse juive. Ce premier avertissement aux intellectuels devrait faire réfléchir tous les nationalistes revanchards français."

#### Les Grosses Têtes: 1977-2008
Il participe à l'émission radiophonique Les Grosses Têtes, sur RTL, dès l'année de sa création en 1977. Il en est un des participants principaux. Il ébahit les participants et le public par son érudition, sa repartie et son humour, donnant des réponses extraordinaires avec le plus grand naturel,. Selon le père de l'émission Philippe Bouvard, « Il a donné aux « Grosses Têtes » leurs lettres de noblesse ».
À partir de 2001, il répond tous les jours par téléphone à deux questions posées par Philippe Bouvard et, une fois dans l'année, se rend à l'émission en qualité d'invité d'honneur. Il arrête sa participation quotidienne à l'émission en septembre 2008. Sa participation fut critiquée par l'Académie.

#### Radio Courtoisie: 1999-2007
Après son éviction de France Soir en 1999 et jusqu'en 2007, il tient une chronique hebdomadaire d'un quart d'heure sur la radio d'extrême droite Radio Courtoisie, dans le Libre journal de Jean Ferré puis dans celui d'Henry de Lesquen. Il y parle surtout de littérature, souvent interrogé par l'écrivain Alain Paucard, et fait revivre les écrivains qu'il a connus. Ainsi, le 28 janvier 2002, il célèbre Léopold Sédar Senghor (qui vient de mourir) comme un des plus grands poètes de langue française et déplore que les dirigeants français de l'époque, Lionel Jospin et Jacques Chirac, n'aient pas rendu au grand écrivain et homme d'État sénégalais l'hommage qu'il méritait[réf. nécessaire].

### Un ton pamphlétaire sous lequel pointe le moraliste
Réputé pour son franc-parler et son anticonformisme, il est influencé par le duc de Saint-Simon, Stendhal et Jean Giono.
Dans une uchronie baptisée Le Feld-Maréchal von Bonaparte et publiée en 1996, Jean Dutourd imagine ce que seraient devenus la France et Napoléon Bonaparte si Louis XV n'avait pas racheté la Corse à la république de Gênes en 1768. Cette idée est la matière d'une réflexion sur les causes de la grandeur et de la décadence des Français, c'est aussi un pamphlet adressé à la démocratie. Le critique Renaud Matignon en écrit alors :

« Personne ne sait comme Jean Dutourd manier le paradoxe mêlé de bougonnerie, le naturel combiné à l'élégance, le sacrebleu et le saperlipopette ponctués de subjonctifs, avec des crudités, des familiarités savantes, et parfois une tournure rare, ressouvenue des meilleures garde-robes de la langue française, de La Fontaine à Saint-Simon. »

Dans sa réponse au discours de réception de Jean Dutourd à l'Académie française, Maurice Schumann s'adresse à lui ainsi, soulignant la profondeur de vue des chroniques qu'il écrit dans la grande presse :

« Car ce dont on fait grief, en vérité, au journaliste Jean Dutourd, c'est au contraire de ne pas être un polémiste, mais un écrivain qui dépeint et critique les mœurs d'une époque puis, à partir de là, développe ses réflexions sur la nature humaine ; c'est, en un mot, de rester moraliste. »

Il est président d'honneur du Club des Ronchons, fondé par Alain Paucard, qui considérait que dans une époque de blague, les gens sérieux sont des blagueurs, et les blagueurs sont les seuls gens sérieux. Dutourd le définissait comme le « jockey-club de l'esprit ». Le Club des Ronchons a publié une dizaine d'ouvrages collectifs, à certains desquels Jean Dutourd a contribué.

### Gaulliste de cœur
De sensibilité monarchiste, Jean Dutourd est membre du comité de soutien du mouvement L'Unité capétienne, où l'on trouve les noms de Marcel Jullian, André Castelot, Gonzague Saint-Bris, Reynald Secher ou encore Georges Bordonove. Il se prononce contre le Manifeste des 121 en 1960, en qualifiant le choix de ses signataires d'« aberrant ».
Fervent admirateur du général de Gaulle, il se présente sous les couleurs de l'Union démocratique du travail (mouvement des Gaullistes de gauche) aux élections législatives de 1967, dans la circonscription de Rambouillet mais est battu par la députée sortante, la radicale Jacqueline Thome-Patenôtre. Par la suite, dans les années 1980 et 1990, sa critique de la politique menée par François Mitterrand lui vaut une réputation d'homme de droite. En 2002, il soutient la candidature de Jean-Pierre Chevènement à la présidence de la République.
En avril 1971, il cosigne l'« appel aux enseignants » lancé par l'Institut d'études occidentales après la démission de Robert Flacelière de la direction de l'École normale supérieure.
En 1999, il signe la pétition « Les Européens veulent la paix », initiée par le collectif Non à la guerre, pour s'opposer à la guerre en Serbie.

### Défenseur de la langue française
Jean Dutourd s'est illustré par sa défense de la langue française. Selon ses propres mots : « J'avais déjà, bien avant d'être académicien, l'amour de la langue française. Je l'aime comme un artiste aime la matière de son art. Comme un homme aime l'âme que Dieu lui a donnée. »
Il voit dans son recul un des signes les plus révélateurs de l'abandon de l'époque à la facilité et à une forme d'infantilisme : « A la fin du siècle des Lumières, l'Europe parlait français, sachant ou sentant que cette langue était la plus apte à explorer l'inconnu. À la fin du siècle des Lumières éteintes, l'Europe jargonne un sabir américanoïde incapable (et d'ailleurs ne l'ambitionnant pas) d'exprimer autre chose que des besoins élémentaires et des idées convenues. »

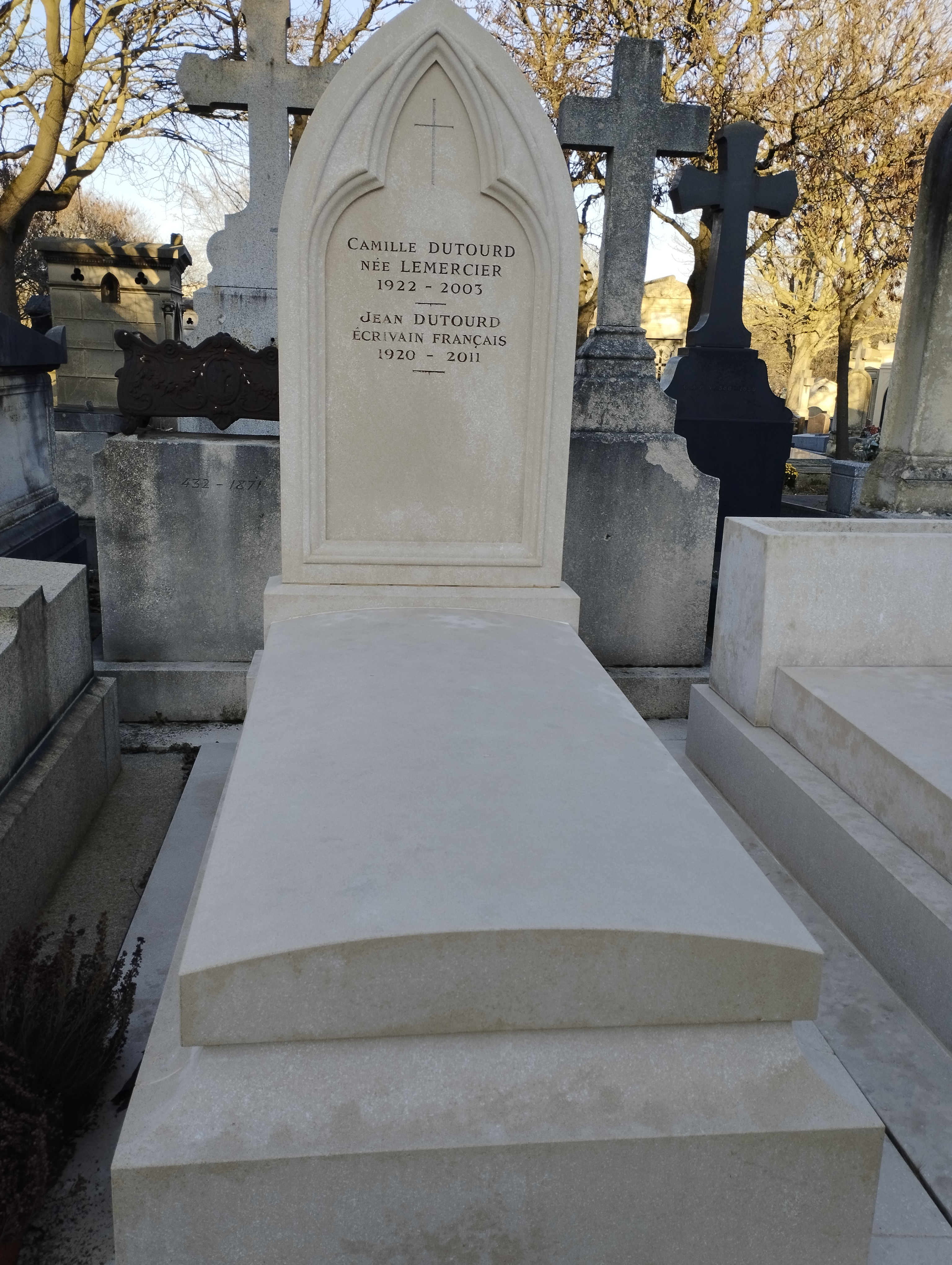
Tombe de Jean Dutourd au cimetière du Montparnasse (division 9).

Il fonde en 1958 l'association Défense de la langue française, qu'il préside jusqu'en 2009. C'est alors son confrère de l'Académie Angelo Rinaldi qui le remplace.

### Mort
Il meurt le 17 janvier 2011, à 91 ans dans le 6e arrondissement de Paris. Ses obsèques se déroulent le 21 janvier 2011, en l'église Saint-Germain-des-Prés à Paris, puis au cimetière du Montparnasse. Y assistent notamment Philippe Bouvard, de nombreux académiciens, dont les écrivains Alain Decaux et Max Gallo, et l'historienne Hélène Carrère d'Encausse. L'éditeur Raphaël Sorin, l'avocat Paul Lombard, les hommes politiques Charles Millon et Jean Tiberi sont également présents à la cérémonie.
Le 21 février 2013, Michael Edwards, poète franco-britannique, est élu à son fauteuil à l'Académie française, le no 31.

## Œuvre
- 1946 : Le Complexe de César, essai (Gallimard)
- 1947 : Le Déjeuner du lundi, roman (Robert Laffont)
- 1947 : Galère, poèmes (Éditions des Granges-Vieilles, Jean Gouttebaron)
- 1948 : L'Arbre, théâtre (Gallimard)
- 1950 : Le Petit Don Juan, traité de la séduction (Robert Laffont)
- 1950 : Une tête de chien, roman (Gallimard)
- 1952 : Au bon beurre, scènes de la vie sous l'Occupation, roman (Gallimard)
- 1955 : Doucin, roman (Gallimard)
- 1956 : Les Taxis de la Marne, essai (Gallimard)
- 1958 : Le Fond et la Forme, essai alphabétique sur la morale et sur le style, tome I (Gallimard)
- 1959 : L'Âme sensible, essai (Gallimard)
- 1959 : Les Dupes, contes (Gallimard)
- 1960 : Le Fond et la Forme, tome II (Gallimard)
- 1963 : Rivarol, essai et choix de textes (Mercure de France)
- 1963 : Les Horreurs de l'amour, roman (Gallimard)
- 1964 : La Fin des Peaux-Rouges, moralités (Gallimard)
- 1965 : Le Fond et la Forme, tome III (Gallimard)[28]
- 1965 : Le Demi-Solde (Gallimard)
- 1967 : Pluche ou l'Amour de l'art, roman (Flammarion)
- 1969 : Petit Journal, 1965-1966 (Julliard)
- 1970 : L'École des jocrisses, essai (Flammarion)
- 1971 : Le Crépuscule des loups, moralités (Flammarion)
- 1971 : Le Paradoxe du critique, essai (Flammarion)
- 1972 : Le Paradoxe du critique, suivi de Sept Saisons, critique dramatique (Flammarion)
- 1972 : Le Printemps de la vie, roman (Flammarion)
- 1973 : Carnet d'un émigré (Flammarion)
- 1975 : 2024, roman (Gallimard)
- 1977 : Mascareigne, roman (Julliard)
- 1977 : Cinq ans chez les sauvages, essai (Flammarion)
- 1978 : Les Matinées de Chaillot, essai (S.P.L.)
- 1978 : Les Choses comme elles sont, entretiens (Stock)
- 1979 : Œuvres complètes, tome I (Flammarion)
- 1980 : Le Bonheur et autres idées, essai (Flammarion)
- 1980 : Discours de réception à l'Académie française (Flammarion)
- 1980 : Mémoires de Mary Watson, roman (Flammarion)
- 1981 : Un ami qui vous veut du bien (Petit manuel à l'usage des auteurs de lettres anonymes) (Flammarion)
- 1982 : De la France considérée comme une maladie (Flammarion)
- 1983 : Henri ou l'Éducation nationale, roman (Flammarion)
- 1983 : Le Socialisme à tête de linotte (Flammarion)
- 1984 : Œuvres complètes, tome II (Flammarion)
- 1984 : Le Septennat des vaches maigres (Flammarion)
- 1985 : Le Mauvais Esprit, entretiens avec J.-E. Hallier (Orban)
- 1985 : La Gauche la plus bête du monde (Flammarion)
- 1986 : Contre les dégoûts de la vie (Flammarion)
- 1986 : Le Spectre de la rose (Flammarion)
- 1987 : Le Séminaire de Bordeaux, roman (Flammarion)
- 1989 : Ça bouge dans le prêt-à-porter (Flammarion)
- 1990 : Conversation avec le Général (Flammarion)
- 1990 : Les Pensées (Éditions du Cherche-Midi)
- 1990 : Loin d'Édimbourg (Éditions de Fallois)
- 1991 : Portraits de femmes, roman (Flammarion)
- 1991 : Alexis Hinsberger (Éditions de la Galerie Dutilleul, Albi)
- 1992 : Vers de circonstance (Éditions du Cherche-Midi)
- 1992 : Œuvres complètes, tome III (Flammarion)
- 1993 : L'Assassin, roman (Flammarion)
- 1994 : Domaine public (Flammarion)
- 1994 : Le Vieil Homme et la France (Flammarion)
- 1995 : Le Septième Jour, récits des temps bibliques (Flammarion)
- 1996 : Le Feld-Maréchal von Bonaparte, uchronie (Flammarion)
- 1996 : Scènes de genre et tableaux d'époque (Guy Trédaniel)
- 1997 : Trilogie française (Le Séminaire de Bordeaux, Portraits de femmes, L'Assassin) (Flammarion)
- 1997 : Scandale de la vertu (Éditions de Fallois)
- 1997 : Journal des années de peste, 1986-1991 (Plon)
- 1998 : Grand chelem à cœur (Éditions du Rocher)
- 1999 : À la recherche du français perdu (Plon)
- 2000 : Jeannot : mémoires d'un enfant, souvenirs (Plon)
- 2001 : Le Siècle des lumières éteintes (Plon)
- 2003 : Les voyageurs du Tupolev (Plon)
- 2003 : Les cinq à sept de Fernand Doucin (Plon)
- 2004 : Journal intime d'un mort (Plon)
- 2006 : Les perles et les cochons (Plon)  (ISBN 978-2259204217)
- 2007 : Leporello (Plon)  (ISBN 2259206050)
- 2008 : La grenade et le suppositoire (Plon)  (ISBN 9782259208000)
- 2009 : La chose écrite (Flammarion)

### Collectif
- 2008 : Eclat et Fragilité de la langue française, "par J. Dutourd et ses amis" (80 écrivains, politiques, journalistes) (France Univers)

Traductions
- Les Muses parlent, de Truman Capote
- L'Œil d'Apollon, de Gilbert Keith Chesterton
- Le Vieil Homme et la Mer, d'Ernest Hemingway

## Distinctions

### Récompenses
- 1946 : prix Stendhal, pour Le Complexe de César
- 1950 : prix Courteline, pour Une tête de chien
- 1952 : prix Interallié, pour Au Bon Beurre
- 1961 : prix Prince-Pierre-de-Monaco, pour l'ensemble de son œuvre
- 1999 : prix Daudet
- 2001 : prix Saint-Simon, pour Jeannot, mémoires d'un enfant
- 2005 : Grand Prix Catholique de Littérature, pour Journal intime d'un mort

### Décorations
- Grand officier de la Légion d'honneur
- Commandeur de l'ordre national du Mérite
- Commandeur de l'ordre des Arts et des Lettres le 16 juin 1994[29]